# Myosorex schalleri
Myosorex schalleri är en däggdjursart som beskrevs av Heim de Balsac 1966. Myosorex schalleri ingår i släktet Myosorex och familjen näbbmöss. IUCN kategoriserar arten globalt som otillräckligt studerad. Artens utbredningsområde är Afrika. Inga underarter finns listade i Catalogue of Life.
Denna näbbmus förekommer endemisk i bergstrakten Itombwe Mountains i östra Kongo-Kinshasa. Den lever där i fuktiga bergsskogar.
Myosorex schalleri blir cirka 50 till 55 mm lång (huvud och bål), har en cirka 44 mm lång svans och 10,5 mm långa bakfötter. Den korta pälsen på ovansidan och buken är nästan helt svart. På den långa svansen förekommer inga styva hår och den ser naken ut. Öronens spetsar är synliga utanför pälsen.